# Triatoma incrassata
Triatoma incrassata är en insektsart som beskrevs av Robert L. Usinger 1939. Triatoma incrassata ingår i släktet Triatoma och familjen rovskinnbaggar. Inga underarter finns listade i Catalogue of Life.